# Intel 4004
Intel 4004 a fost primul microprocesor realizat de firma Intel în anul 1971. Microprocesorul Intel 4004 era din ceramică avea o arhitectură pe 4 biți, o frecvență de ceas de 740KHz, iar procesul de fabricare era pe 10000nm (10μm). Unitatea centrală de prelucrare funcționa ca parte componentă a chipset-ului MCS-4.

Acesta era cu 16 pini, 2250 de tranzistoare și efectua 60.000 de operații/secundă. MCS-4 integra memoria programabilă ROM 4001, memoria RAM 4002, registrul Shift Register 4003 și microprocesorul CPU 4004. În spatele dezvoltării acestui chipset au stat Federico Faggin și Marcian Hoff de la Intel și Masatoshi Shima de la compania japoneză de calculatoare Busicom. A fost fabricat timp de 10 ani, între 1971 și 1981. Intel 4004, avea o putere de calcul echivalentă cu aceea a calculatorului ENIAC dezvoltat în 1946, care cântărea 30 de tone, și conținea peste 18.000 de tuburi.

Intel 4004 a rămas în istorie ca unul dintre cele mai mici procesoare intrate în producția comercială și primul microprocesor Intel din seria binecunoscută nouă astăzi.

Schema bloc Intel 4004

## Scurt Istoric
În 1969, compania japoneză de calculatoare, Busicom, cere companiei Intel fabricarea unui cip complet nou care sa ducă la creșterea performanței calculatoarelor sale. Marcian Hoff, inginerul desemnat de Intel pentru a se ocupa de proiect, va lucra împreună cu Federico Faggin (devenit, mai tarziu, dezvoltatorul companiei Zilog), pentru a concepe o componentă cu patru cipuri  – un ROM pentru aplicații standard, RAM pentru procesarea datelor, un dispozitiv de tip I/O, la care se mai adaugă o unitate de procesare centrală, de 4 biti, încă nenumită, care, ulterior, avea să poarte numele de microprocesor. Busicom a refuzat soluția lui Hoff, dar câteva luni mai târziu șeful de la Intel, Robert Noyce, Hoff și colegul său, Stan Mazor, au creat așa-numitul circuit Hoff. Intel a vândut drepturile asupra arhitecturii 4004 companiei Busicom pentru 60.000 $, dar realizând că 4004 este mai mult decât un simplu chip, le-a răscumpărat mai târziu, profitând de faptul ca Busicom trecea prin dificultăți financiare. Acest târg se spune că a fost best-buy-ul secolului XX. 

## Detalii tehnice
- 2300 tranzistoare
- 16 registre a câte 4 biți
- 46 intstrucțiuni (41 pe 8 biți și 5 pe 16 biți)
- 92k instrucțiuni/sec
- 180 kHz frecvența de bază
- 740 kHz frecvența maximă a ceasului
- 12 biți lungime adresă
- 4 kB spațiu de adresare
- Arithmetic Logic Unit (ALU) pentru binar și decimal.

## Vezi și
- Istoria mașinilor de calcul